# أليكس أندرسن
أليكس هوغ أندرسن (بالدنماركية: Alex Høgh Andersen)‏ (مواليد 20 مايو، 1994م): هو ممثل دانماركي، معروف بدور إيفار الكسيح في المسلسل التاريخي فايكنجز.

## المسلسلات
- فايكنغز

## روابط خارجية
- أليكس أندرسن على موقع IMDb (الإنجليزية)
- أليكس أندرسن على موقع ألو سيني (الفرنسية)
- أليكس أندرسن على موقع أول موفي (الإنجليزية)
- أليكس أندرسن على موقع قاعدة بيانات الفيلم (الإنجليزية)
- أليكس أندرسن على موقع كينوبويسك (الروسية)